# Bulbostylis lateritica
Bulbostylis lateritica är en halvgräsart som beskrevs av Henri Chermezon. Bulbostylis lateritica ingår i släktet Bulbostylis och familjen halvgräs. Inga underarter finns listade i Catalogue of Life.